# Ansan (Francia)
Ansan è un comune francese di 97 abitanti situato nel dipartimento del Gers nella regione dell'Occitania.

## Società

### Evoluzione demografica
Abitanti censiti